# Wickersdorf (Oberwiera)
Wickersdorf ist ein Ortsteil von Oberwiera im Landkreis Zwickau (Freistaat Sachsen) unweit der Grenze zu Thüringen. Bis 1928 gehörte der Ort teilweise zu Thüringen. Er wurde am 1. März 1964 nach Oberwiera eingemeindet.

## Geografie

### Geografische Lage
Wickersdorf liegt im östlichen Gemeindegebiet von Oberwiera. Der westlich am Ort vorbeifließende Hermsbach entwässert in die Wiera.

### Nachbarorte
| Niederwiera | Röhrsdorf                                   | Schwaben   |
| Oberwiera   | Kompassrose, die auf Nachbargemeinden zeigt | Waldenburg |
| Neukirchen  | Kleinchursdorf                              | Kertzsch   |

## Geschichte

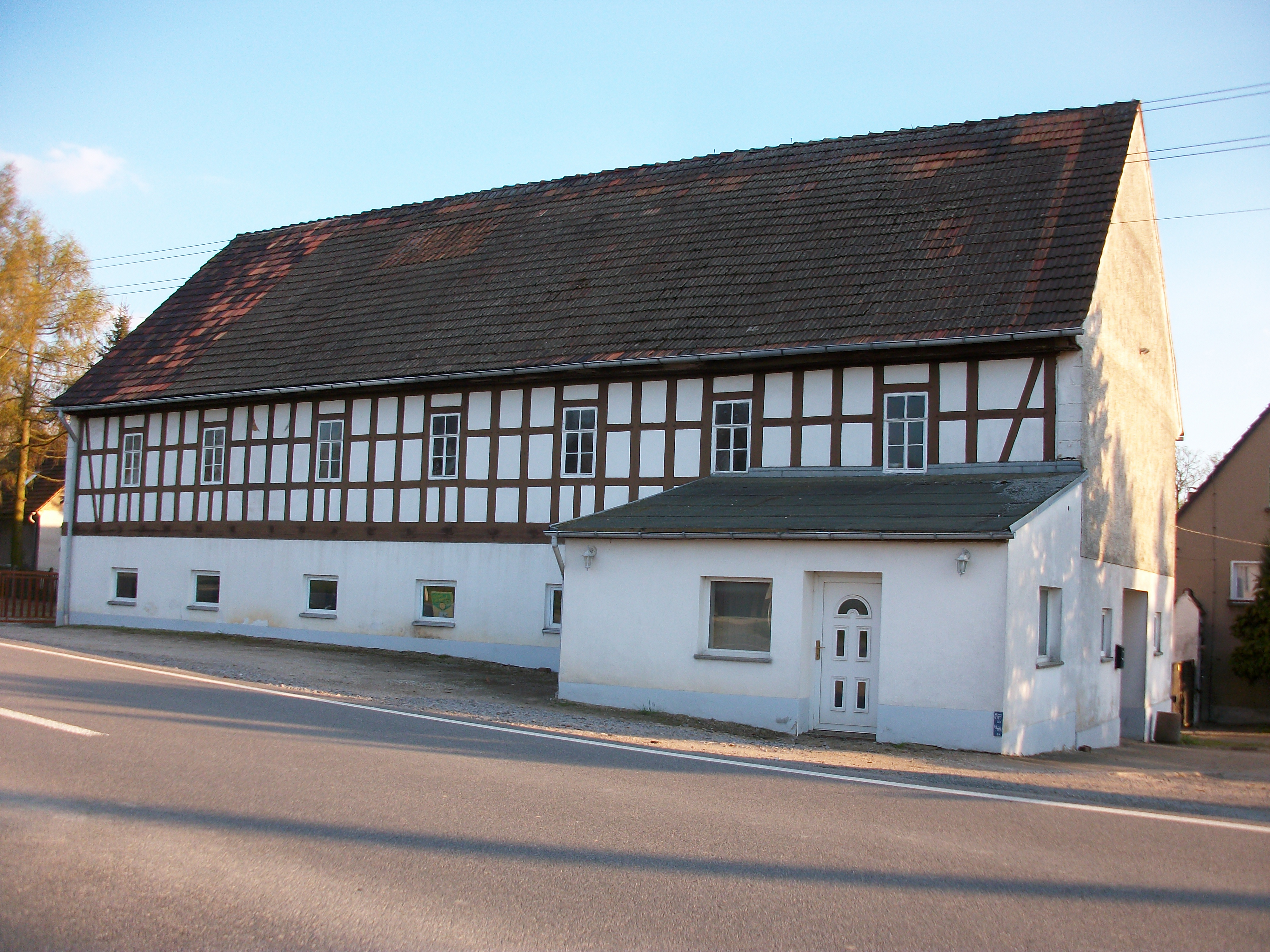
Fachwerkhaus in Wickersdorf

Wickersdorf wurde im Jahr 1336 erstmals als „Wicfridisdorf“ erwähnt. Der Ort lag ursprünglich in der Pflege Altenburg und gehörte zunächst ungeteilt zum Besitz des 1533 im Zuge der Reformation aufgelösten Klosters Remse, welches ein Tochterkloster des Klosters Bürgel in Thüringen war. Im Jahre 1488 wurde die Hälfte des Orts an die Herren von Schönburg zurückgegeben. Dadurch wurde Wickersdorf bis 1928 in einen sächsischen Teil und in einen altenburgischen bzw. thüringischen Teil geteilt.

### Wickersdorf (sächs. Anteil)
Der größere, sächsische Anteil von Neukirchen befand sich südlich des durch Wickersdorf fließenden Bachs an der heutigen „Bergstraße“. Die Einwohner gehörten kirchlich zur sächsischen Kirchgemeinde Oberwiera.
Wickersdorf (sächs. Anteil) gehörte mit den Orten Tirschheim (heute Ortsteil von St. Egidien), Reichenbach (heute: Ortsteil von Callenberg) und einem Anteil von Schwaben (heute: Ortsteil von Waldenburg) zu den Orten des Klosters Remse, die nach Streitigkeiten zwischen dem Kloster und den Herren von Schönburg im Jahr 1488 an Ernst von Schönburg übergeben wurden. Da es sich bei den vier verstreut liegenden Orten um kursächsisches Lehen handelte, blieb den Schönburgern eine Zusammenführung mit ihren reichsunmittelbaren Schönburgischen Herrschaften, in dessen Gebiet die Orte lagen, verwehrt. Die Verwaltung der vier Orte der nunmehrigen Grundherrschaft Tirschheim übernahm ein eigener Dingstuhl, welcher die Kompetenz eines sächsischen Vasallengerichts hatte. Ein Gerichtsdirektor administrierte die Ober- und Erbgerichtsbarkeit, welche in die grundherrlichen Rechte der Herren von Schönburg eingeschlossen waren. Die Zuordnung der Grundherrschaft Tirschheim wechselte aufgrund mehrfacher Besitzverschiebungen innerhalb der Familie von Schönburg zwischen den ebenfalls unter kursächsischer Lehnsherrschaft stehenden schönburgischen Herrschaften Penig und Remse. Ab 1797 gehörte die Grundherrschaft Tirschheim bezüglich der finanziellen Abgaben zum Rentamt der schönburgischen (Rezess-)Herrschaft Waldenburg, während die Ober- und Erbgerichte durch den Amtmann der schönburgischen Lehnsherrschaft Remse verwaltet wurden.
Zwischen dem Königreich Sachsen und dem Haus Schönburg erfolgte im Jahr 1835 eine Neuordnung ihres Verhältnisses. Dabei wurden die unter sächsischer Lehnsherrschaft stehenden Gebiete, wie die Herrschaft Remse und die Grundherrschaft Tirschheim unter die Verwaltung des königlich-sächsischen Amts Zwickau gestellt. Am 25. September 1856 wurden die gerichtlichen Befugnisse der Grundherrschaft Tirschheim wie auch die der Herrschaft Remse an den sächsischen Staat abgetreten. Seitdem wurde Wickersdorf (sächs. Ant.) wie die anderen dazugehörigen Orte bis zur Neuordnung der Verwaltung im Königreich Sachsen im Jahr 1875 durch das Gerichtsamt Remse verwaltet.
Ab 1875 gehörte Wickersdorf (sächs. Anteil) zunächst zur Amtshauptmannschaft Zwickau. Nachdem auf dem Gebiet der Rezessherrschaften Schönburg im Jahr 1878 eine Verwaltungsreform durchgeführt wurde, kam das zu dieser Zeit 93 Einwohner zählende Wickersdorf (sächs. Anteil) mit dem gesamten ehemaligen Gerichtsamtsbezirk Remse im Jahr 1880 zur neu gegründeten sächsischen Amtshauptmannschaft Glauchau. Wickersdorf (sächs. Anteil) gehörte ab 1918 zum Freistaat Sachsen.

### Wickersdorf (altenburg. bzw. thür. Anteil)
Der kleinere, altenburgische Anteil von Neukirchen befand sich nördlich des durch Wickersdorf fließenden Bachs an der heutigen Bundesstraße 180. Die Einwohner gehörten kirchlich zur sachsen-altenburgischen Kirchgemeinde Niederwiera.
Wickersdorf (altenburg. Anteil) gehörte zum wettinischen Amt Altenburg, welches ab dem 16. Jahrhundert aufgrund mehrerer Teilungen im Lauf seines Bestehens unter der Hoheit folgender Ernestinischer Herzogtümer stand: Herzogtum Sachsen (1554 bis 1572), Herzogtum Sachsen-Weimar (1572 bis 1603), Herzogtum Sachsen-Altenburg (1603 bis 1672), Herzogtum Sachsen-Gotha-Altenburg (1672 bis 1826).
Bei der Neuordnung der Ernestinischen Herzogtümer im Jahr 1826 kam Wickersdorf (altenburg. Anteil) wiederum zum Herzogtum Sachsen-Altenburg. Nach der Verwaltungsreform im Herzogtum gehörte der um 1895 87 Einwohner zählende Ort bezüglich der Verwaltung zum Ostkreis (bis 1900) bzw. zum Landratsamt Altenburg (ab 1900). Wickersdorf (altenburg. Anteil) gehörte ab 1918 zum Freistaat Sachsen-Altenburg, der 1920 im Land Thüringen aufging. 1922 kam der Ort zum Landkreis Altenburg.

### Geschichte von Wickersdorf seit 1928
Im Jahr 1928 erfolgten ein Gebietsaustausch und eine Grenzbereinigung zwischen dem Freistaat Sachsen und dem Land Thüringen.
Im thüringisch-sächsischen Staatsvertrag vom 7. Dezember 1927 wurden bereits im Vorfeld die Gebiete festgesetzt, die die Länder wechselten. Der Gesetzesentwurf stammt vom 15. März 1928. Dadurch wurde der bis dahin thüringische Anteil nördlich des örtlichen Bachs vollständig an Sachsen abgetreten und mit dem sächsischen Anteil zur Gemeinde Wickersdorf vereinigt.
Durch die zweite Kreisreform in der DDR kam die Gemeinde Wickersdorf im Jahr 1952 zum Kreis Glauchau im Bezirk Chemnitz (1953 in Bezirk Karl-Marx-Stadt umbenannt). Am 1. März 1964 wurde Wickersdorf gemeinsam mit Niederwiera in die Gemeinde Oberwiera eingegliedert und stellt im Wappen der Gemeinde nun eine der sechs Ähren dar. Als Ortsteil der Gemeinde Oberwiera kam Wickersdorf im Jahr 1990 zum sächsischen Landkreis Glauchau, der 1994 im Landkreis Chemnitzer Land bzw. 2008 im Landkreis Zwickau aufging.